# O-24觀察機
Curtiss O-24是柯蒂斯-萊特公司設計的一款觀察機。它原預計裝配一具普惠R-1340 黃蜂星型引擎。該項目在製造完成之前就被取消了。